# 張華
張 華（ちょう か、太和6年（232年） - 永康元年4月3日（300年5月7日））は、三国時代魏から西晋にかけての政治家・文人。字は茂先。范陽郡方城県（現在の河北省廊坊市固安県）の人。父は魏の漁陽太守張平。妻は劉放の娘。『晋書』に伝がある。
西晋を代表する名臣であり、成立直後の統一前の時代において、羊祜や杜預らと共に対呉の主戦論を主張した。統一後の武帝の代においては中央より遠ざけられたものの、恵帝の代になると朝廷に戻り、皇后の賈南風に与して、その同盟者であった司馬瑋の切り捨てを主導した。賈南風が実権を握ると宰相を務め、八王の乱で疲弊する国家を支えた。

## 生涯

### 魏の時代
幼い頃に孤児となったため生活に困窮し、羊飼いとなって生計を立てていた。やがて范陽太守の鮮于嗣から推挙され、太常博士に任じられた。同郷の名士である盧欽もまた、朝廷の権力者であった司馬昭に対して張華を推挙し、これにより河南尹丞に転じるよう命じられたが、拝命しないうちに佐著作郎（歴史編纂が任務である著作郎の補佐をする役職）に任じられた。しばらくして長史に移り、中書郎（宮中の事案に関与）を兼任した。朝議において彼の表奏は数多く採用された為、やがて中書郎が本職となった。

### 武帝の時代

#### 晋朝廷に仕える
泰始元年（265年）、西晋が禅譲により興ると、黄門侍郎に任じられ、関内侯に封じられた。武帝司馬炎からもその見識の高さを評価され、やがて中書侍郎に任じられた。数年して中書令に任じられ、さらに後に散騎常侍を加えられた。その後、母が死去したため喪に服すると、当時の儀礼的なものの範囲を超えて激しく悲嘆した。武帝も詔を下して張華を激励し、再び政務に就くよう促した。やがて中書令として職務に復帰した。

#### 呉征伐に貢献
咸寧2年（276年）10月、荊州を統治する征南大将軍羊祜は上表し、今こそ呉征伐の好機であるとして出征を要請した。司馬炎はこれに深く賛同したものの、朝臣はみな当時発生していた秦州・涼州の動乱を憂慮してこれに賛同せず、特に重臣である賈充・荀勗・馮紞らが頑強に反対した為、実行に移されることはなかった。その中にあって張華と度支尚書杜預だけは羊祜の計略に全面的に賛成し、司馬炎を後押ししていた。
咸寧4年（278年）6月、羊祜は病に倒れ、療養の為に任地の荊州を離れて洛陽へ帰還した。司馬炎は張華を病床の羊祜の下へ派遣し、呉征伐の作戦について諮問させた。張華は羊祜と呉征伐の方針について語らい合い、話の中で羊祜が「（呉の現君主である）孫晧の暴虐は甚しく、彼の治世である今ならば呉は戦わずして滅ぼす事ができるはずである。だが孫晧が死に新たに優れた君主が現れてしまえば、百万の兵がいようとも呉を滅ぼす事は叶わないであろう」と話すと、張華はこれに深く同意した。これに羊祜は「私の志を成し遂げる事ができるのはあなたしかいない」と述べたという。
咸寧5年（279年）冬、羊祜の後任となった都督荊州諸軍事杜預は上表し、呉の征伐を固く請うた。上書が届いた時、司馬炎と張華は囲碁を打っていたが、張華は囲碁盤を下げると、拱手して「陛下は聖明にして神武であり、朝野（朝廷と民間）は共に清晏（清く安らか）であります。また国は富み兵は精強であり、号令は一つとなっております。対して呉主（孫晧）は荒淫・驕虐であり、賢能なる臣を誅殺しております。今これを征伐すれば、労せずして定める事が出来ましょう。どうかこれを疑う事のありませんよう！」と訴えた。これにより司馬炎は遂に決心し、賈充らの反対意見を退けて征伐決行を宣言した。張華は物資の運送と軍全体の方針立案を委ねられ、呉征伐を後方から支える事となった。
同年11月、20万余の晋の軍勢が6方向より呉への侵攻を開始した。朝廷の重臣らはなおも軽々しく侵攻すべきでないと諫めたが、張華は必ずやこれが成功すると確信していたので、あくまでも征伐を推し進めた。呉征伐が果たされないまま数か月が経過すると、かねてから出征に反対していた賈充らは、張華を腰斬に処して天下に謝罪するよう要求した。だが、司馬炎は「此度の作戦は朕の考えによるものである。張華は我と考えを同じくしているに過ぎぬ」と述べ、意見を退けた。荀勗もまた賈充と同様の上書をしたが、司馬炎は聞き入れなかった。太康元年（280年）3月、各方面から進撃した晋軍は建業を陥落させ、呉征伐が完遂された。杜預からの上表により朝廷にもこの事が知れ渡ると、賈充らは自らの過ちを謝罪した。
司馬炎は張華の功績を賞し、詔を下して「尚書・関内侯張華は、かつての太傅羊祜と共に大計を創り上げ、遂に軍事を司って諸地方へ（将兵を）配し、計略を算定して勝利を収めるに至った。まことに謀をめぐらせた大勲である」と述べた。功績により広武県侯に進封されて1万戸を加増され、子の一人が亭侯に封じられて千五百戸を与えられ、絹1万匹が下賜された。

#### 幽州を統治
江南の平定以降、張華の名声は当代において大いに高まり、衆人はみな彼に心服した。歴史書の撰定・校訂、儀礼・規則の改定についてはいずれも張華が関与するようになり、数多くの添削・修改が行われた。詔書についても全て張華が草案を作成するようになり、その名声はますます盛んとなり、三公の地位に昇るにふさわしいと議論され、既に宰相としての威望を有していると称された。しかし権臣の中書監荀勗・侍中馮紞らは張華の躍進を快く思っておらず、隙あらば張華を朝廷から追い出そうと常に画策していた。
太康3年（282年）1月、司馬炎は張華と引見した際、張華へ「後事を託すに値する者は誰であろうか」と問い掛け、自らの死後に太子司馬衷（恵帝）の補佐を委ねられる人物を尋ねた。これに張華は「明徳にして至親である斉王攸（司馬炎の弟の司馬攸）の他にはおりません」と答えた。だが、司馬炎は司馬攸の存在を快く思っておらず、むしろ司馬衷の皇位継承を脅かす存在としてかねてより警戒していた。荀勗らは張華の発言を司馬炎の意に違うものであるとして大いに非難し、張華を外鎮として中央から遠ざけるよう進言した。これにより張華は都督幽州諸軍事に任じられ、また安北将軍・護烏桓校尉を兼任し、中央の権力争いから脱落して辺境に赴任することになった。
張華は着任すると、旧来より住む民を慰撫しつつ新たに流入してきた民も分け隔てなく招納し、異民族・漢民族問わず大いに慕われる存在となった（幽州は烏桓を始めとする北方異民族が多く住まう地域である）。東夷と称される馬韓や新彌などの諸国は、山や海により隔てれた遥か遠方に位置する地であり、歴代に渡って中華王朝への従属を拒んでいたが、張華の統治以降はいずれも遣使して朝貢するようになった。これにより幽州遠方に割拠する異民族も服従するようになり、国境地帯の憂いは無くなったという。治安が保たれた事で、穀物も連年に渡り安定して収穫出来るようになり、兵馬も養われて州軍は強盛となった。これにより張華の声望は再び振るうようになった。
張華の功績は司馬炎の耳にも入り、彼は再び張華を入朝させたいと考えるようになり、朝廷でも張華を中央に召し返して宰相に取り立て、儀同三司（儀礼の格式を三公と同等とする特権）を与える事が議論された。だが、張華に恨みを持っていた馮紞が司馬炎に対し、司馬昭が鍾会を重用しすぎた結果、増長した鍾会が反乱を起こした例を挙げ、地方で兵権を握る張華を警戒するよう讒言したので、司馬炎は張華を朝廷に招聘するという話を二度としなくなった。その後一度太常として中央朝廷に復帰したがすぐに罷免され、以降も列侯であった事から定期的に朝見（朝廷に参内して天子に拝謁する事）は出来たものの、司馬炎の時代は無官のまま過ごす事となった。

### 恵帝の時代

#### 中央へ復帰
太熙元年（290年）4月、司馬炎が崩じて司馬衷（恵帝）が即位すると、8月に張華は太子少傅に任じられ、中央に復帰した。当時、司馬炎の外戚である楊駿が権勢を握っており、張華は王戎・裴楷・和嶠らと並んで徳望が高かったことから楊駿より警戒され、朝政に関わる事が出来なかった。
翌元康元年（291年）3月、司馬衷の后であった皇后賈南風らが政変を起こして楊駿一派を誅殺すると、楊駿の娘であった皇太后の楊芷を廃立すべきかどうかで議論が起こった。群臣はみな賈南風に阿って廃立に賛成したものの、張華だけはこれに反論して「夫婦の道というものは、父も子に求めることは出来ず、子も父に求めることは出来ません。皇太后は罪を先帝から得た者ではないのに、軽々しく廃してはなりません。漢の時代に趙太后を廃して孝成后とした故事に倣い、別の宮殿に住まわせて貴位のまま終わらせるべきです」と述べた。しかし張華の意見は聴き入れられず、楊芷は廃されて庶人に落とされ、後に賈南風により餓死させられた。
同年6月、賈南風は国政を掌握していた汝南王司馬亮と録尚書事衛瓘を排斥するため、楚王司馬瑋に密詔を与えて彼らの逮捕を命じた。しかし自身もまた両者に恨みを抱いていた司馬瑋は、司馬亮・衛瓘を捕えたのみならず独断で処刑してしまった。これを知った張華は司馬瑋の誅殺を賈南風に勧め、司馬瑋が権勢を握る事を危惧していた賈南風もこれに同意した。この時、洛陽は城の内外共に人が入り乱れて混乱を来し、朝臣もみな対処に手惑っていたが、張華は恵帝に進み出て「司馬瑋は詔を偽って二公（司馬亮・衛瓘）を殺害しました。将士は突然の命令に混乱したまま従ったに過ぎません。外の軍には解散を命じれば従うでしょう」と進言し、恵帝はこれに従った。これを受けて張華は殿中将軍の王宮を派遣し、外の軍勢に対し「楚王は詔を偽った。その命令を聴いてはならぬ！」と伝えさせると、兵士はみな武器を捨てて逃走し、司馬瑋の周囲には一人としていなくなった。司馬瑋は為す術もなく捕縛されて処刑された。張華は兵乱を鎮めた功績により、右光禄大夫・侍中・中書監に任じられ、開府儀同三司の特権（開府とは独自に役所を設けて属官を置く権限。儀同三司とは儀礼の格式を三公と同等とする特権）を与えられたが、開府については固辞した。

#### 朝政を司る
この事件以降、賈南風が賈謐・郭彰ら一族と共に天下を専断するようになり、彼らは誰に朝政を委ねるべきか共に謀議した。その中にあって張華は優れた儒者であり、文才を有して策略にも長け、主君を蔑ろにして僭越な行動を取るような懸念もなく、大勢の者から人望を集めており、賈氏とは異姓であるため周囲からの誹りも無いという事で筆頭候補に挙がり、彼を朝臣の中心に据えて政務を委ね、国家の大事においても彼へ諮問しようと考えるようになった。だが、なかなか最終的な決断が出来なかったので、尚書左僕射裴頠へこの事を相談すると、裴頠はかねてより張華を重んじていたので深く賛同した。こうして、張華は朝政の第一人者となり、同じく朝政を任された裴頠・賈模らと協力し、忠を尽くして国政を輔け、その誤りを正していった。時の皇帝司馬衷は暗愚であり、賈氏・郭氏一派が権力を盾に好き勝手に振る舞うような状況下であったが、それでも国内に平安が保たれていたのはひとえに張華の功績であると、史書ではその治世を称えられている。
しばらくすると、これまでの忠勲をもって壮武郡公に進封された。張華は十数回に渡って辞退を繰り返したが、手詔によって固く要請されると、遂にそれを受けた。
元康6年（296年）1月、下邳王司馬晃（司馬孚の子）が亡くなった為、後任として司空に昇進し、著作郎を兼任した。

#### 司馬倫・孫秀との対立
同年夏、馮翊郡・北地郡で匈奴・馬蘭羌（馬蘭山に割拠する羌族）・盧水胡（安定郡辺境に住まう異民族）が反乱を起こし、関中一帯は騒然となった。雍州刺史の解系らは、関中を統治する趙王司馬倫の失政が反乱の原因であると上表し、これを受けて朝廷は司馬倫を鎮圧の任から罷免して、別の皇族である梁王司馬肜を後任に派遣し、さらに司馬倫の側近である孫秀を槍玉に挙げ、彼を処刑して関中の異民族に謝罪すべきだと訴えた。上表を受け取った張華はこの意見を支持して司馬肜に対し孫秀の誅殺を要請したが、司馬肜は一旦これに同意したものの、孫秀の友人の辛冉が許しを請うたため死罪を免じた。
やがて司馬倫は孫秀と共に洛陽に帰還すると、賈氏・郭氏ら一族に取り入ってその信頼を大いに勝ち得るようになった。司馬倫は録尚書事や尚書令の地位を欲したが、張華は裴頠と共に頑強に反対したので、上記の一件もあって司馬倫と孫秀は張華の事を強く憎むようになった。
関中での異民族の反乱はその後も規模を拡大し、遂には秦州・雍州に割拠する氐族・羌族が尽く反乱に加わり、氐族酋長の斉万年を盟主に仰いでいた。関中を統治する梁王司馬肜は討伐に当たっていたものの、全く鎮めることが出来ていなかった。元康8年（298年）、張華は他の朝臣らと共に、孟観という人物を反乱討伐に当たらせるよう推挙した。孟観が討伐軍の総大将に任じられると、彼は10数回の戦を指揮して全て勝利を収め、元康9年（299年）1月には扶風郡美陽県の西の中亭川で斉万年を撃破して捕らえ、反乱を鎮圧する事に成功した。

#### 皇后廃立を議す
賈南風の淫虐は日に日に酷くなる一方であり、また彼女は皇太子であった司馬遹を忌み嫌っており、自身の子ではない彼を廃立しようと画策しており、朝廷内でもこれらの事は周知の事実であった。賈南風の同族であった賈模は、政変が起こってその禍が自らに及ぶことを次第に恐れるようになり、張華と裴頠に相談を持ち掛けた。彼らは議論する中で、賈南風を廃立して謝玖（皇太子司馬遹の母）を立てる事も検討したが、張華は賈模と共に「恵帝の同意がないまま独断で事を諮っても通る保証はなく、諸王がそれぞれ朋党を作り勢力を確保している今の状況で皇后廃立を進めれば、国難となりかねず自分達の身も滅びかねない」と述べた。これに対し裴頠は「しかし賈南風は人望を失っており、近々乱が起きるのは避けられないであろう」と述べると、張華は「皇后の親戚であるあなた方2人の進言なら、聞き入れられるかもしれない」と答えた。廃立の案こそは立ち消えとなったものの、以降裴頠や賈模はたびたび賈南風を諫めたが、賈南風はこれ聞き入れないばかりか、賈模の事は次第に疎ましく思うようになった。賈模はやがて憂憤から病にかかり死去した。

#### 皇太子の廃立
元康9年（299年）11月、皇太子司馬遹に信任されていた左衛率劉卞が張華の下へ赴き、賈南風が皇太子を廃立しようとしている件について相談を持ち掛けた。これに張華は「そのような事は聞いておらぬ」と答えたが、劉卞は「この卞は貧しく卑しい身であり須昌の小役人に過ぎませんでしたが、公（張華）の抜擢により今日に至りました。その知己の恩に報いようとして言を尽くしているのに、公はまだこの卞をお疑いなのですか」と詰め寄った。張華が「もし仮にそのような事があるとして、汝はどうしようというのか」と問うと、これに劉卞は「東宮（皇太子の宮殿）には俊才が多数おり、四率が万人の精兵を率いております。公は阿衡の如き大任にあられますから、もし公の命を得たならば、皇太子は入朝して録尚書事となり、賈后を廃して金墉城に監禁するのは二人の黄門の力だけで十分可能となります」と答えたが、張華はこれに取り合わなかった。賈南風は近臣や宮女を宮殿外の各所へ身なりをやつした上で配置し、百官の言動を細かく監視させていた。これにより劉卞の発言も漏れてしまい、賈南風は劉卞を雍州刺史に任じて中央から左遷させたが、劉卞は自分の発言が漏れたと知って毒を飲んで自害した。
12月、賈南風は司馬遹を入朝させ、恵帝の命と称して三升の酒を飲ませて酩酊状態に陥らせた上で、自身が帝位の簒奪を狙っているという旨の文章を紙に書き写させ、これを恵帝へと提出した。これを読んだ恵帝は司馬遹に死を下賜すると宣言し、百官は誰も何も言う事が出来なかったが、張華だけは諫めて事の十分な精査を求めた。また裴頠も、まずその文書をよく精査して普段の太子の筆跡と比べるべきだと訴えた。しかし賈南風が筆跡が分かる書類十数枚を見せたところ、みなこれを比較し、偽作を否定する者はいなかった。賈南風は董猛に命じ、長広公主（武帝の娘）の言葉と称して「速やかに決断すべきなのに群臣の意見定まっておりません。詔に反する者は軍法に即して裁くべきです」と司馬衷へ告げさせ、遠回しに群臣へ脅しを掛けた。だがそれでも張華らは頑なに反対を続け、議論は終わらなかった。賈南風は張華らの決意の堅さを知り、次第に政変を起こされる事を不安視するようになった。そのため、遂に妥協して司馬遹の処刑を諦めて庶人に落とすよう進言し、司馬衷はこれに同意した。こうして司馬遹は庶人に落とされ、金墉城に幽閉された。

#### 最期
永康元年（300年）3月、右衛督の司馬雅・常従督の許超らは元々司馬遹に仕えており、今回の廃立を受けて憤り、政変を起こして賈南風を廃し司馬遹を皇太子に復位させようと計画した。彼らは趙王の司馬倫に協力を仰ぐべく、その腹心であった孫秀へと相談を持ち掛けた。ここで孫秀はこの計画をわざと漏らして、賈南風に司馬遹を殺害させるよう仕向け、その後に皇太子の仇をとるという大義名分で賈南風を廃して政権を掌握するよう勧め、司馬倫は同意した。孫秀は人を遣わして司馬遹復位の計画の噂を各所へ流すと、賈南風は宮殿外に配していた宮女からこれを聴いて驚愕し、宦官である黄門の孫慮を差し向けて司馬遹を殺害させた。
4月、司馬倫・孫秀は賈南風廃立を実行に移そうと考え、協力者である右衛佽飛督閭和・梁王司馬肜・斉王司馬冏らと共に4月3日の深夜決行と定めた。その夜、孫秀は司馬雅を張華の下に派遣して「今や社稷は危険な状態であります。趙王は公（あなた）と共に社稷を正して天下の害を除き、覇者の事業を為そうと考えておられます。故にこの雅を遣わして告げるものです」と伝えたが、張華は孫秀らが必ずや簒奪をなすであろうと確信しており、この申し出を拒絶した。司馬雅は怒り「刃が首に振り下ろされようとしているのに、まだこのようなことを言うか」と言い放ち、振り返らずに退出した。その後、司馬倫らは政変を決行し、賈南風とその一族・朋党を尽く捕らえ、賈南風は庶人に落とされて建始殿に幽閉された。
帝位簒奪の野心を有していた司馬倫は、孫秀と謀議の上、朝廷で声望ある者や怨みを抱いている者の排除を決めた。偽詔によって招集された張華・裴頠らは、宮殿の前で捕らえられた。死に臨んで張華は、司馬倫の側近である張林に「卿は忠臣を殺すというのかね？」と問うと、張林は詔と称して言った。「卿は宰相として天下の事業を任務としながら、太子が廃立された時に死節を尽くさなかった。これは何故か」。張華は「式乾の議（皇太子廃立の議論）のことについては、我の諌言は詳しく残っている。諌めなかったわけではない」と反論すると、張林は「諌言が容れられなかったならば、どうして宰相の位を去らなかったのか」と返した。これに張華は答えることが出来なかったという。しばらくして来訪した使者が「詔によって、汝を処断する」と告げると、張華は「臣（私）は先帝からの老臣として、丹心を尽くしてきた。死を惜しんでいるのではない。王室の禍難に際限の無いことを恐れるだけなのだ」と言い残し、ついに宮殿前の馬道の南で処刑され、その三族も皆殺しになった。朝臣も民もこれを悲しみ、悼まない者はなかった。享年69。

### 死後
後に司馬倫・孫秀が誅殺されると、斉王司馬冏が輔政するようになった。秘書監摯虞は手紙を司馬冏に送って、張華の死は冤罪である事から名誉回復を訴えた。張華はかつて司馬冏の父である司馬攸を推挙していたこともあり、司馬冏は上奏して司馬倫に誅殺された張華や裴頠らの名誉回復を訴えた。これにより朝臣は議論を行い、多くの者がこれに賛成した。また、壮武国（張華の封国）の官吏である竺道は長沙王司馬乂の下に出向き、張華の爵位復活を請うたが、長らくこの件は棚上げとなっていた。
太安2年（303年）、ようやく詔が下り「故の司空・壮武公華（張華）はその忠貞を尽くして、朝政を助ける事を常に想っていた。みながその謀謨の勲（謀略を巡らして功績を挙げる事）に頼っていた 。かつて、華は輔弼の功（皇帝を助ける功績）によって封建されるべきであったが、華は固く辞退すること8・9度に至り、国家を治める道を陳述して今は相応しい時では無いと訴えた。危急存亡の慮いが有る時であっても、その辞義は誠を尽くし、遠近の者を促すに足るものであった。華の至心はまさしく神明に誓われたものである。華は呉を伐った勲功により、先帝より爵位を賜っていた。これを今となって新たに封じたのでは、国体に合わず、また小功を以てかつての大賞に替えさせることもできない。華が害せられたのは、姦逆なる者が乱を図ったために、不当に難を蒙ったのである。華に侍中・中書監・司空・壮武公・広武侯及び没収した財物と印綬・符策を返還し、使者を派遣して弔祭するように」と命じられ、その名誉は回復された。

## 人物

### 性格・能力
広く深く学業を修め、辞藻（故事や古詩文などから引用して言葉を華麗に修飾する事）を精妙に使いこなし、その振る舞いは穏やかで上品であった。聡明であらゆる物事に通じ、図緯（予言書）や方伎（医学・占星学・相術・その他占い全般を指す）の書物で彼が内容を把握していないものは無かったという。さらに卓越した記憶力と理解力を持ち、天下の事象を容易く理解して適切に処理する事が出来たという。また、若い頃から自らを律して慎み深く、どんな時でも礼を欠かさず、義侠心に富んで困窮する者へは篤く世話を行った。その器量の深さや見識の広さについては、当時の人で測り知る事が出来た者はごくわずかであったといわれる。

### 評価
仕官する以前より、同郷の名士である盧欽からはただ者では無いと評価されていた。同じく名士の劉放からも才覚を高く評価され、彼の娘を娶る事となった。また、まだ名も知られていない頃に『鷦鷯賦』という賦を著すと、それを見て感銘を受けた阮籍からは「王佐の才なり！」と賞賛され、これにより次第にその名声が世に広がるようになった。
時の権力者である賈南風は凶暴で嫉妬深い事で有名であったが、彼女は張華に対してだけは一目を置いており、敬意を欠く事は決して無かったという。

### 人物眼
人材を好み、どんな時でも推薦する事を怠らなかった。張華の下に訪問して来た者に対しては、たとえ貧窮・下賤の身分であっても、良い才能を持っていればそれを称賛し、その人が正しい地位に出世できるよう力添えをしてやった。陳寿（後に『三国志』を著述）は蜀漢滅亡後に不遇をかこっていたが、張華によって孝廉に推挙された。文学者の左思は寒門（低い家柄）の出身であった事から評価は得られていなかったが、張華がその才能を絶賛すると名声は一気に知れ渡り、洛陽では競って著書の『三都賦』が書き写されるようになった。呉の名将の陸抗の遺児である陸機と陸雲の兄弟も、敵将ながら見事な才能を持つ人物として張華から武帝へ推薦された。他にも、のちに遼西に割拠して前燕の実質的な創始者となる慕容廆、涼州に割拠して前涼の実質的な創始者となる張軌、荊州を統括して建国初期の東晋を支える陶侃、前趙の名将として秦隴の大乱を平定して大司徒・録尚書事に昇った游子遠など、次世代の俊英たちも若い頃に張華に評価された逸話を各々『晋書』もしくは『十六国春秋』の伝に持つ。

### 文人として
書籍をこよなく愛していた事で知られる。死去した際、家に余財は無かったが、机や本箱から溢れる程の書物を持っていたという。かつて引っ越しをした際には書物を30台の車に載せた程であった。世の中にめったに出回らない天下の奇書でも張華の家には所蔵されていた為、秘書監の摯虞は官書を撰定する際に全て張華の所蔵する書籍から校定したという。こうしたことから、張華が博識・治聞である事において、当世で並ぶものは誰一人としていなかった。
文学の才に優れ、『博物誌』10篇を著書として残しており、現存している。他にも『鷦鷯賦』や女性の心境をうたう詩（五言詩）が知られている。また、『隋書』経籍志によると張華の著書が纏められた『張華集』10巻が存在した事が分かっているが、当時既に散逸していたという。
張華は賈南風により取り立てられて国政の第一人者となったが、彼自身は賈氏一族の隆盛を常々憂慮していた。その為、『女史箴』という文章を著した。その内容は、自らを女史（後宮の記録を司る女官）に擬え、楚の荘王の后である樊姫や斉の桓公の后である衛姫などの古代の模範的な女性の徳行を挙げるというものであり、宮中の女官へ心得を説く事を名目としたが、実際には賈南風の振る舞いを風刺して戒めるものであったという。東晋の時代には顧愷之により『女史箴図』として絵画化され、六朝文化を代表する作品として大いに名声を博した。

### 批判
『資治通鑑』に注釈をつけた胡三省は、賈南風の廃立を決断しなかった事について張華らが保身を優先したとして手厳しい評価を下しており「張華は昏乱の朝を処し、位冠は群后（公卿）の地位にありながら、その心はこのようであった（賈南風の廃立に動く事が無かった）。故に天が趙王倫に手を貸し、これを誅する事になったのだ」「華・頠（張華と裴頠）は禄位（俸禄と官位）を気に掛け、首を落として家を亡ぼしたのだ」と論じている。また、彼が司馬雅からの政変への協力要請を拒絶した件について「華（張華）にはもとより謀略があったが、雅（司馬雅）の言葉遣いに悖（道理に背く事）が見られながらも、何ら対処する事は無かった。これを思うに、彼は（賈南風に対する）衆人の怒りを留める事が出来ないのを知っており、自らがこれまで賈后（賈南風）の為に力を尽くしていた事も理解していた。故にこれに敢えて背こうとせず、無策のまま捕らえられ、死を待つ事にしたのだろう」と論じている。
平陽出身の韋忠は孝行である事で評判であり、裴頠は彼の行いを称賛して張華へ推薦すると、これを受けて張華は彼を招聘したが、韋忠は病を理由に応じなかった。ある人が理由を問うたところ、韋忠は「吾は茨簷（貧困）なる賤士に過ぎず、もとより官情（仕官の志）など持ってはいない。それに張茂先（張華）には華がありながらも実が無く、裴逸民（裴頠）はその欲に飽きる事が無い。典礼を棄てて賊后（賈南風）に附し、これがどうして大丈夫の為すべき事であろうか！逸民（裴頠）はいつも我に心を託してくれるが、吾はいつも彼が深淵に溺れてその余波が我に及ぶことを恐れている。どうして褰裳（着物の裾を捲り上げる事）してこれに就く事があろうか！」と答えたという。この事から賈氏の専横を是正しようとしなかった張華・裴頠の振る舞いを批判する風潮が、当時から存在していた事がうかがえる。

## 逸話
- 西晋が興って間もない頃、武帝司馬炎は朝臣へ漢王朝の宮殿制度について諮問し、話題はやがて千門万戸と称される建章宮（長安城外の西南に在った離宮であり、その余りの広大さから千門万戸と称された。前漢末期の動乱により焼失した）がいかなるものであったかという内容に及んだ。これを張華は流れるようにすらすらと答え、聴く者は呆然とした。また、地面には宮殿の図面をすらすらと描き、左右の者は目を見張るばかりであった。司馬炎は彼の見識を絶賛し、当時の人は張華を子産に擬えた。
- 呉の旧臣である陸機兄弟は志気高く高潔であるとかねてより評判であり、太康10年（289年）に朝廷からの仕官に応じて洛陽に入った。彼らは自らが呉の名家である事を誇って都の人士を軽んじていたが、ある時張華と面会すると、彼らは初対面であったにもかかわらず旧知の間柄のように交流した。また、その徳のある振る舞いを見て、師匠の礼をもって張華を慎み敬うようになったという。張華が誅殺された後、陸機は彼の為に誄辞を贈り、また『詠徳賦』という賦を作ってその死を悼んだ。
- 元康5年（295年）10月[4]、洛陽の武庫において火事が起こった。張華はかねてより趙王司馬倫とその側近である孫秀の動向を警戒しており、これを契機に司馬倫らが政変を起こす事を恐れたので、兵を配列して守備を固まったのを確認してから消火に取り掛かった。その為、消火活動に遅れが出てしまい、漢の高祖の断蛇の剣・王莽の頭・孔子の靴などを始めとした、代々伝わる古の宝物が尽く焼失してしまったという。但し、資治通鑑によれば趙王司馬倫が洛陽に入るのは元康6年（296年）夏なので、時期が合っていない。資治通鑑に注釈を付けた胡三省は、恐らくこの件は司馬倫とは関係なく、政変がこれまで幾度も繰り返されてきた事で張華は警戒を強めており、故に守り固める事を優先したのだろうと記載している。
- 永康元年（300年）3月、陳留郡尉氏県で血の雨が降り、南方の地では妖星が出現し、太白星（金星）が日中にもかかわらず現れ、中台星（紫微星[5]を囲む三台星のうちの一つ。他に上台星・下台星がある）が消失するといった異変が相次いで報告された。張華の子である張韙はこれを不吉に思い、張華に役職を辞す事を勧めた（中台星は司空に比される星であり、これが消失したという事は司空の地位にある張華の身に危険が及ぶと考えた）。だが、張華は「天道とは幽遠であり、理解しがたいものである。我はただ徳を修めてそれに応じるまでである。静粛にして天命を待つのがよい」と述べ、従わなかった。その数日後に司馬倫の政変が起こり、張華は捕らえられて処刑された。
- 張華が処刑された後の事、平楽郷侯閻纘は張華の死体を前にして「早く官位を降りるよう忠告したが、君は従わなかった。今、果たして罪を免れる事は出来なかった。これも天命というものか！」と言い、慟哭したという。

## 怪異譚
張華の伝には怪異譚の類が数多く載せられている。『晋書』によると、張華は博識であった事からこの類の話は唐代においても多く存在しており、全てを採録する事は出来なかったという。
- ある時、張華の封地である壮武郡で桑が変化して柏となった事があり、識者ですら詳しい事が分からなかった。またある時、張華の役宅や官舎には幾度も妖怪が出現したという。また張華が昼寝をした時、突然屋根が壊れ落ちる夢を見て、目覚めた後にその事を気味悪がった。禍が降りかかったのはその夜であったという。
- 295年10月に武庫で火事が起こった際、張華は1本の剣が屋根を突き破って飛んで行くのを見たが、その行先は誰にも分らなかったという。
- 司馬衷の時代、ある人が毛の長さが三丈もある鳥を発見し、張華に見せた。彼はこれを見ると「これは海鳧毛というものだ。これが現れる時、天下は乱れるといわれている」と述べ、慘然（憂いと悲しみにより、物思いに沈む事）としたという。
- ある時、陸機は張華の家へ赴いて鮓（魚介類に塩を加えて漬け込み自然発酵させた食品）を贈った。その時、彼の家は大勢の賓客がおり、張華は器を開けると「これは龍の肉である」と言い放った。誰もこれを信じなかったが、張華は「試しに苦酒でこれを濯いでみよ。きっと何かが起こるであろう」と言った。実際にやってみた所、しばらくして五色の光が起こった。陸機は家に帰り、鮓を作った者にこの事を尋ねると、彼は「園中の茅の下で一匹の白魚を捕まえました。格好が変わっていたので、鮓を作ってみたところ、とても美味でしたので献上した次第です」と言う事であった。
- 洛陽の武庫は非常に厳重に封鎖されていたが、ある時にその中から忽然と雉の鳴き声が聞こえた事があった。この報告を聞いた張華は「これはきっと蛇が雉に化けているのであろう」と言い、武庫を開いてみたところ、予想通り雉の側には蛇の脱殻があったという。
- ある時、呉郡の臨平にて岸が崩れ、一つの石鼓が出てきたが、叩いても音が出なかった。帝は不思議に思って張華に尋ねると、張華は「蜀の地にある桐材を魚の形に刻み、それで打てば鴫るでしょう」と言った。そこでその通りにしてみたところ、果たしてその音は数里先までも聞こえたという。
- 呉が滅びる以前の事、斗宿と牛宿の間にはいつも紫色の雲気[6]が立ち上っており、これを見た道術師はみな呉の勢力が強盛であると判断し、討つのは時期尚早であると述べていたが、張華だけはこれに反論していた。呉が平定された後、紫気はいよいよはっきりと見えるようになった。張華は豫章出身の雷煥という人物が天文に明るいという話を聞き、雷煥を家に招待して泊まらせた。そして、人払いをしてから「共に天文を占い、将来の吉凶を知ろうではないか」と誘い、楼に登って空を仰ぎ観た。雷煥は「私は長い事観察を続けておりますが、斗牛の間にいささか異気があるのが見て取れます」と言った。張華は「それは何の兆しか」と問うと、雷煥は「宝剣の精気が立ち上り、天へ向かっております」と答えた。張華は「君の言葉はもっともだ。私が若い頃、人相見に看てもらうと、60歳を過ぎてから地位は三公に登り、宝剣を手に入れて腰に帯びるであろうと予言をした。この予言とよく似てはいるではないか」と言い、さらに「それはどこの郡から来ているか」と問うと、雷煥は「豫章の豊城からです」と答えた。張華は「そうであれば汝には（豊城の）宰となってもらい、密かに力を合わせてこれを捜し出そうと思うのだが、どうだろうか」と持ち掛けると、雷煥は承諾した。張華は大いに喜び、すぐさま雷煥を豊城県令に任じた。雷煥は県に着任すると、獄舎の下を4丈余り掘り進め、1つの石函を見つけた。それは非常に光り輝いており、中には2本の剣があり、1つは龍泉、1つは太阿と銘が刻んであった。その日の夜、斗牛の間から昇る気は見えなくなった。雷煥は南昌の西山に出向き、北巌の下にある土で剣を拭うと、その輝きはさらに艶やかになった。また大きな盆に水をはって剣をその上に置くと、目も眩むばかりの輝きを放った。雷煥は使者を派遣して1本の剣と土を張華へ送り、もう1本は手元に置いて自ら着用した。ある者は雷煥へ「2本手に入れておきながら、1本だけを送っているが、張公を欺けると思うのか」と言った。雷換は「本朝はまさに乱れんとしており、張公はその禍いを受けようとしている。この剣は徐君の墓樹に繋けられるべきものである（春秋時代呉の政治家季札の逸話。季札は魯へ使者と赴いた時、徐国を通過した。徐の君主は季札の剣を欲しがったが、使者としての使命があったので断った。職務を果たして帰還する際にまた徐国を通ったので剣を譲り渡そうとしたが、徐の君主は既に死んでいた。その為、季札は徐の君主の墓に剣を取り付けた）。それに霊異の物というのは結局は化けて去るものであり、長く人間のために使われる事は無いであろう」と言った。張華は剣を得ると、とても重宝して常に座の側に置いた。張華は雷煥に手紙を送り「剣文を詳しく見ると、これは干将であるようだ。それならば対となるはずの莫邪はどうしてやってこないのか。とはいえ、これらは天生の神物であるから、最後にはひとつとなるであろう」と言い、さらに南昌の土は華陰の赤土には及ばないと考えて華陰の土1斤を雷煥に送った。雷煥は改めてその土で剣を拭くと、さらに輝きは増した。後に張華が誅殺されると、剣の所在は分からなくなった。雷煥もまたこの世を去ると、子の雷華は州の従事となった。ある時、雷華は剣を持って出かけて延平津を通りかかると、剣は突然腰から躍り出て水の中に落ちてしまった。雷華は人に水にもぐらせて剣を取ろうとしたが、剣は見つからず、ただ数丈の長さの2匹の龍が互いに巻きつき合っており、水に潜った者は驚嘆して引き返した。ほどなくして、光彩が水を照らして波がわき立ち、とうとう剣は失われてしまった。雷華は嘆息して「先君（雷煥）の化去の言、張公（張華）の終合の論、これがその事であろうか」と言うのみであった。

## 家系
『新唐書』宰相世系表（巻七十二・表第十二下・宰相世系二下）に依るならば、張華は前漢の文成侯張良の8世孫にあたるとされる。また、張禕の子張輿、張韙の系統はともに唐代まで残っており、則天武后の時期の唐の宰相である張柬之は張禕の子孫、玄宗の時期の宰相だった張説は張韙の子孫で張華の13世孫、同じく宰相の張九齢は張華のどの子の子孫なのか記載がないが14世孫であると伝わる。ウィキソース『新唐書』卷七十二 表第十二下　宰相世系二下

### 父
- 張平 - 魏において漁陽太守を務めていた。

### 子
- 張禕 - 字は彦仲。学問を好み、謙虚で慎み深く、父の気風を受け継いでいた。散騎常侍に任じられたが、張華と共に誅殺された。
- 張韙 - 儒学を広く学び、天文に明るかった。散騎侍郎に任じられたが、張華と共に誅殺された。
- 張夫人 - 卞粋（卞壼の父）にとついだ。

他にも張華の誅殺に巻き込まれなかった子がいたという。

### 孫
- 張輿 - 字は公安。張禕の子。張華が誅殺された時、難を避けて長江を渡った。後に張華の爵位を継ぎ、丞相掾・太子舎人に任じられた。

## 墓
河北省保定市徐水区遂城鎮には張華村があり、名前の由来は張華の故郷であったからだという。その村の東に張華の墓はあったといい、10キロ西には太行山脈があり、瀑河を北に臨み、墓の周囲の地形は少し高い平原となっていたという。1977年の調査によって判明し、直径は4m、高さは1.5mあり、乾隆年間に改修されたという墓碑があったが、現存していない。1982年、村民は墓地があった場所に家屋を建て、張華の墓はその時に取り壊され、現在は跡形もなくなってしまったという。